# Parahyllisia hainanensis
Parahyllisia hainanensis là một loài bọ cánh cứng trong họ Cerambycidae.